# Blekbrynad trädletare
Blekbrynad trädletare (Cichlocolaptes leucophrus) är en fågel i familjen ugnsfåglar inom ordningen tättingar.

## Utseende och läte
Blekbrynad trädletare är en medelstor tätting med streckat utseende på huvud och undersida. Ljus strupe kontrasterar med rostrött på rygg och vingar. På huvudet syns ett tydligt ögonbrynsstreck. Sången består av ett upprepat, vasst och nasalt "sreep-sreep".

## Utbredning och systematik
Fågeln delas in i två underarter med följande utbredning:
- Cichlocolaptes leucophrus leucophrus – östra Brasilien (södra Bahia söderut till Rio de Janeiro)
- Cichlocolaptes leucophrus holti – sydöstra Brasilien (São Paulo söderut till nordöstra Santa Catarina)

Sedan 2016 urskiljer Birdlife International och naturvårdsunionen IUCN holti som den egna arten Cichlocolaptes holti. 

## Levnadssätt
Blekbrynad trädletare hittas i bergsskogar. Där ses den hänga upp-och-ner på grenar och granska samlingar med döda löv efter föda, framför allt bromelior. 

## Status
IUCN hotkategoriserar underarterna (eller arterna) var för sig, båda som livskraftiga.